# Diopecephalus
Diopecephalus is een geslachtsnaam die in 1871 door de Britse paleontoloog Harry Govier Seeley benoemd werd om een aantal fossielen van pterosauriërs mee aan te duiden. Tegenwoordig wordt de naam meestal beschouwd als een jonger synoniem van Pterodactylus, maar sommige wetenschappers zien het geslacht als geldig.

## Naamgeving
In een noot op pagina 35 van het supplement van zijn boek uit 1871, The Ornithosauria, benoemde Seeley een geslacht Diopecephalus verwijzend naar vier vormen:
Another unnamed generic type is typified by Pterodactylus longicollum, P. rhamphastinus, and the two species included under the name P. kochi. In this genus the middle hole of the skull is entirely wanting. For it I suggest the name Diopecephalus
(Een ander onbenoemd geslachtstype wordt getypeerd door Pterodactylus longicollum, P. rhamphastinus en de twee soorten die besloten liggen in de naam P. kochi. In dit geslacht ontbreekt de middelste opening van de schedel geheel. Hiervoor suggereer ik de naam Diopecephalus)

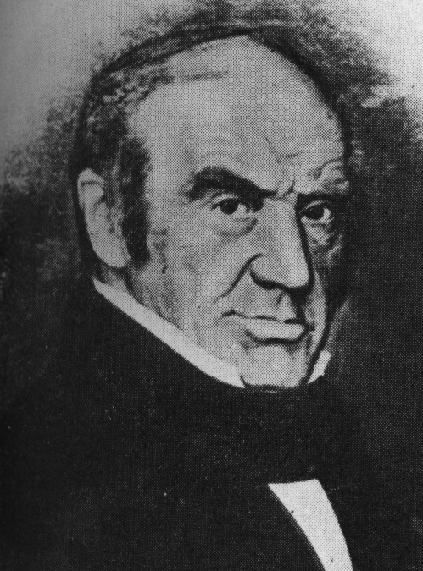
Carl Ludwig Koch

Diocephalus is afgeleid van het Klassiek Griekse di, 'twee', ὀπή, opè, 'gat' en kephalè, 'hoofd'. De naam verwijst dus naar het in de noot door Seeley vermelde kenmerk dat er per zijde maar één grote opening in de schedel aanwezig is en dus per schedel slechts twee openingen. Met de 'twee soorten' van P. kochi doelde hij vermoedelijk op het holotype van P. kochi Wagner 1837, SM 404 & BSP AS.XIX.3 (het Exemplar 23 van Wellnhofer) en dat van P. scolopaciceps (von Meyer 1859): BSP AS.V.29. Johann Andreas Wagner benoemde de soort als Ornithocephalus kochi wat deze naam uiteindelijk zou fixeren als de typesoort. De soortaanduiding van P. kochi eert de Forstrath ("houtvesterraad") Carl Ludwig Koch die het exemplaar aangekocht had na een vondst bij Kelheim en het al vlak voor diens dood had laten bestuderen door Johann Georg Wagler die door sommige latere bronnen als naamgever aangeduid wordt.
De naam Diopecephalus en zijn wijze van benoeming heeft voor een aantal problemen gezorgd.
Om te beginnen verwees de naam naar Pterodactylus rhamphastinus. Oskar Kuhn was in 1967 van mening dat die vorm tot hetzelfde geslacht behoort als het in 1964 benoemde Germanodactylus en dat Diopecephalus dus prioriteit bezat boven Germanodactylus. Dit werd bestreden door zijn collega Peter Wellnhofer die in 1970 een Germanodactylus rhamphastinus zou benoemen. In 1968 oordeelde hij dat het geslacht Diopecephalus niet valide was om twee redenen: Seeley had geen holotype of typesoort aangewezen en Seeley had zich vergist in het onderscheidende kenmerk: alle Pterodactyloidea hebben namelijk een enkele opening vóór de oogkas doordat de neusopening en de fenestra antorbitalis vervloeid zijn. Wellicht dacht Seeley dat bij Pterodactylus antiquus nog een zekere scheiding aanwezig was door de processus nasalis maar ook dan vergiste hij zich daarin want dit uitsteeksel is geen restant van de scheiding. In dit oordeel is Wellnhofer algemeen gevolgd, hoewel het ontbreken van een typesoort noch een vergissing in de beschrijving een geslacht ongeldig maakt.
De naam verwees echter ook naar Pterodactylus longicollum. Dat werd op het eind van de twintigste eeuw relevant toen sommige analyses uitwezen dat P. longicollum niet tot Pterodactylus behoorde. Verschillende auteurs begonnen de naam Diopecephalus longicollum te gebruiken.

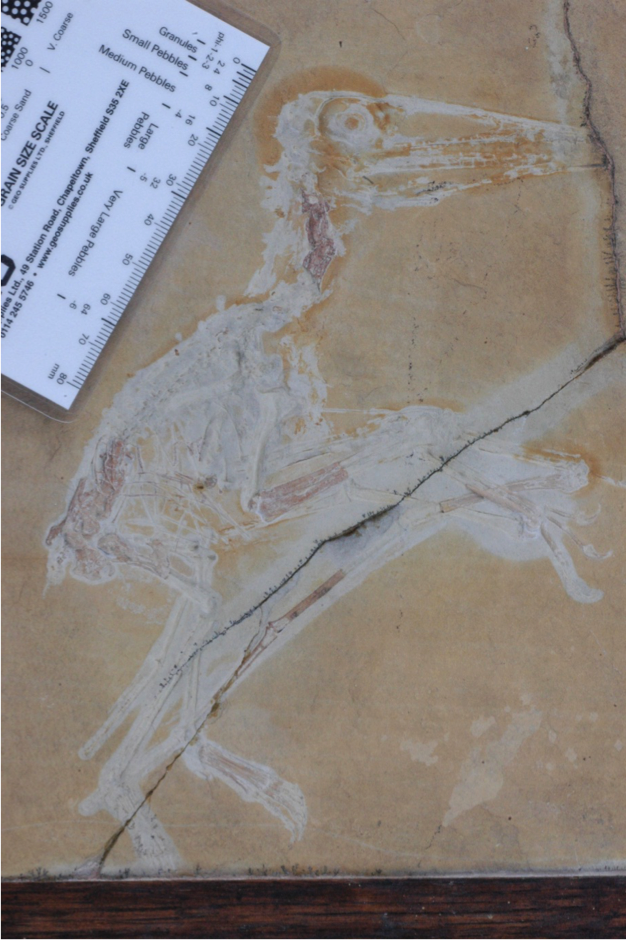
De tegenplaat van het holotype

In 2006 echter wees Stephen Christopher Bennett op het tot dan toe vergeten feit dat Seeley in 1901, in zijn tweede boek Dragons of the Air, alsnog een typesoort voor Diopecephalus had aangewezen en wel Pterodactylus kochi. Daarbij had hij niet verwezen naar het hetzelfde jaar voor Germanodactylus cristatus gebruikte holotype BSP 1892.IV.1 en ieder verband met Germanodactylus was dus afwezig. Ook betekende het dat in zoverre P. kochi als een soort van Pterodactylus wordt beschouwd of wellicht identiek aan P. antiquus, Diopecephalus een jonger synoniem is van Pterodactylus. In 2012 benoemde Bennett een apart geslacht voor P. longicollum: Ardeadactylus.
In 2017 concludeerde Steven Vidovic dat P. kochi toch een te onderscheiden geslacht vertegenwoordigde waarvoor hij de naam Diopecephalus handhaafde. In 2024 werd dit bevestigd door Robert Smyth en David Unwin die een lijst verschillen met P. antiquus aangaven.
In 2024 werd naast het bovengenoemde holotype, een jong dier, ook een aantal fossielen toegewezen. Dit betrof om te beginnen SNSB-BSPG 1967 I 276 (= Wellnhofers Exemplar 6) en een specimen van het Wyoming Dinosaur Centre zonder inventarisnummer. Daarnaast is er een aantal jonge dieren dat nog kleiner is dan het holotype. Van klein naar groot betreft dit de specimina DMA-JP-2014/004; SMF R 4072 (= Wellnhofers Exemplar 12); plaat en tegenplaat NHMUK PV R 3949/OUMNH JZ 1609 en SNSB-BSPG 1878 VI 1 (= Wellnhofers Exemplar 13). Ten slotte zijn er twee grote individuen bekend met een schedellengte van boven de tien centimeter: MHNLR 2011.0.1 en een specimen zonder inventarisnummer in het Burgermeister Müller Museum te Solnhofen. Voor zover de vindplaatsen te bepalen zijn, stammen ze alle uit de Malm Zèta 1 en 2 van de Solnhofener kalk, daterende uit het late Kimmeridgien en vroege Tithonien. P. antiquus ontbreekt in de Malm Zèta 1 maar komt ook in de Zèta 3 voor.

## Beschrijving

### Grootte en onderscheidende kenmerken
Het holotype heeft een spanwijdte van achtenveertig centimeter maar betreft een onvolgroeid dier. De grootste bekende exemplaren hebben een vlucht van tegen een meter.
In 2024 werden onderscheidende kenmerken aangegeven. Een ervan is een autapomorfie, unieke afgeleide eigenschap, ten opzichte van de Pterosauria als geheel. De tanden zijn groot met een brede basis en min of meer driehoekig van profiel, het grootste in het voorste bovenkaaksbeen op de tweede, derde en vierde tandpositie maar dramatisch afnemend in grootte in het achterste bovenkaaksbeen, onder de fenestra nasoantorbitalis.
Daarnaast is er een unieke combinatie van op zich niet unieke eigenschappen. De snuit loopt naar achteren gelijkmatig op, achteraan uitlopend in een afgerond schedeldak waarbij de opgaande tak van de praemaxilla reikt tot aan de achterzijde van een min of meer ronde oogkas. Het gedeelte van de snuit voor het neusbeen draagt elf tot twaalf tandenparen, behalve bij de allerjongste individuen. De vijfde halswervel heeft minder dan een vijfde van de lengte van de rompwervels, zelfs bij grote individuen, en geen enkele halswervel is meer dan tweeënhalf maal langer dan hoog. De halswervels hebben robuuste gewrichtsuitsteeksels en een spoorvormige hypapofyse op de voorste onderzijde maar missen postexapofysen. Het voorblad van het darmbeen is recht en loopt in zijaanzicht naar voren taps toe. De eerste tot en met vier middenvoetsbeenderen zijn nauw aaneengesloten met een relatief langwerpig vierde middenvoetsbeen dat meer dan 85% van de lengte heeft van het eerste middenvoetsbeen. Bij de tweede, derde en vierde tenen zijn de bovenste teenkootjes verkort en de voorlaatste teenkootjes verlengd. Het derde kootje van de derde teen is 1,4 tot 1,5 maal langer dan het eerste kootje.

### Skelet

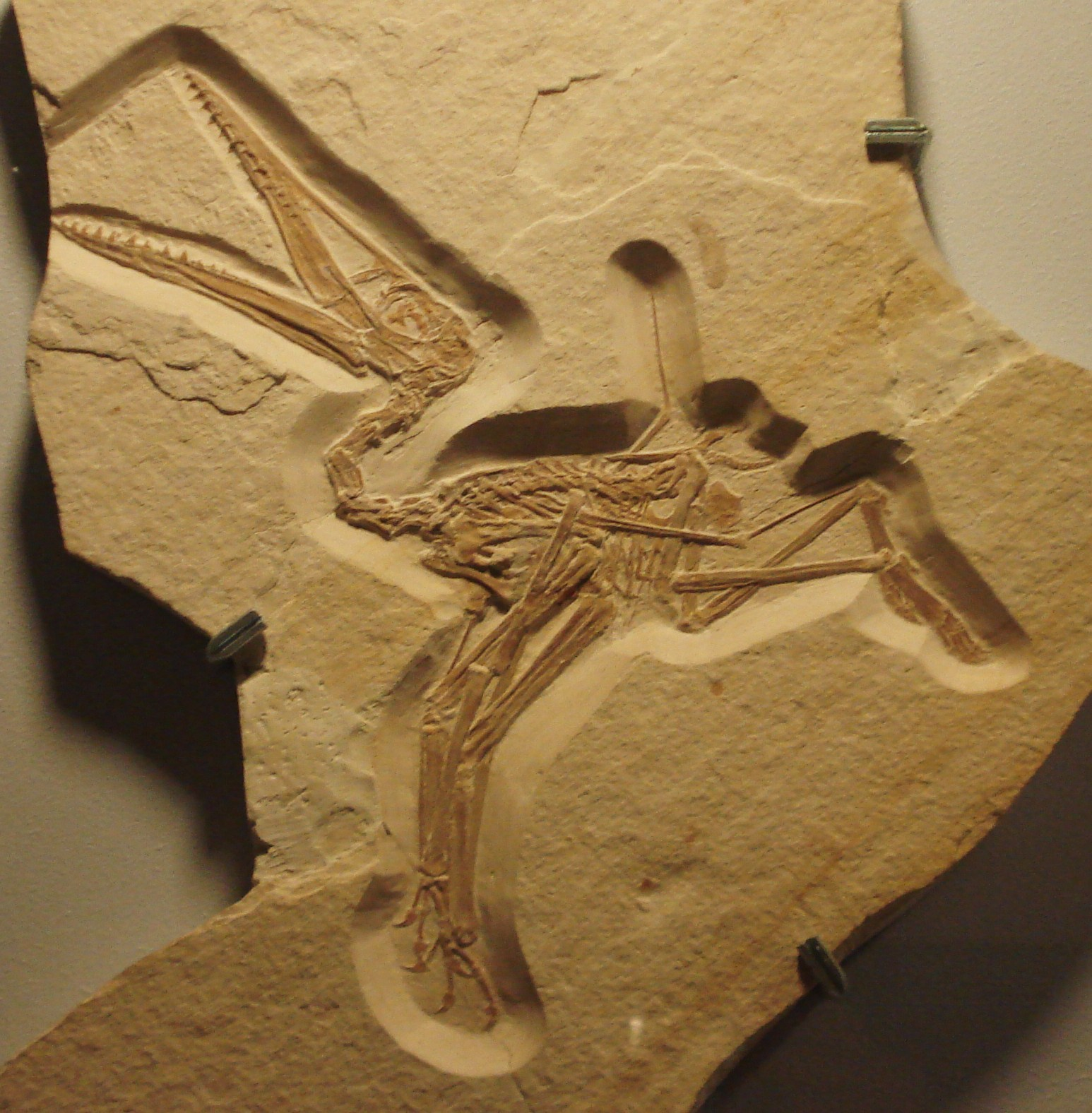
Het exemplaar in het Burgermeister Müller Museum, het grootste dat in 2024 toegewezen werd

Heel kleine exemplaren van Diopecephalus, met een schedellengte van minder dan drie centimeter, lijken sterk op die van Pterodactylus. Naarmate de dieren groeien, wordt de schedel bij Pterodactylus snel langwerpiger terwijl die van Diopecephalus meer wigvormig blijft, een basaal kenmerk. Smyth & Unwin achtten het het onwaarschijnlijk dat dit seksuele dimorfie weerspiegelde omdat die dan veel sterker zou moeten zijn dan bij alle andere pterosauriërs. De fenestra nasoantorbitalis, de grote schedelopening in de zijkant van de snuit, bedraagt minder dan 40% van de schedellengte, een basaal kenmerk.
Bij Diopecephalus staan per zijde tien tot twaalf tanden in voorste snuit maar bij Pterodactylus zestien tot achttien, een verschil dat constant blijft zelfs bij de grootste exemplaren van respectievelijk tien en dertien centimeter schedellengte. De tandvorm verschilt ook. Bij Diopecephalus zijn ze tot 1,4 tot 1,8 maal breder dan bij Pterodactylus waar ze altijd dun zijn en ook dichter bij elkaar staan.
De nek van Diopecephalus is basaal kort. De halswervels hebben hoge bladvormige doornuitsteeksels. Pterodactylus heeft wel postexapofysen aan de achterzijde van de wervels, lage doornuitsteeksels, slanke gewrichtsuitsteeksels en weinig ontwikkelde hypapofysen. Daarbij is de nek een stuk langer door verlengde middelste halswervels die Diopecephalus mist.
Diopecephalus heeft grotere, langere en krommere handklauwen dan Pterodactylus. Vidovic & Martill 2017 stelden dat de klauwen van Pterodactylus robuuster waren maar volgens Smyth & Unwin is dat een illusie veroorzaakt door hun absolute geringe lengte en geringe kromming gecombineerd met een lang eerste kootje van de derde vinger.
Het darmbeen vormt een uitzondering op het patroon dat Diopecephalus een meer basale bouw heeft. Bij Pterodactylus is het voorblad naar voren verbreed en wat naar boven gebogen zoals de oorspronkelijke vorm is voor Pterosauria. De tapse rechte punt bij Diopecephalus lijkt op die van Ardeadactylus en Altmuehlopterus en past niet bij de fylogenetische positie zoals vastgesteld door Smyth & Unwin 2024.
In de voet heeft Diopecephalus langere klauwen en kortere middenvoetsbeenderen dan Pterodactylus. Het vierde middenvoetsbeen is echter juist langwerpiger en ook wat meer naar buiten gebogen. De eerste kootjes van de tenen zijn korter maar de voorlaatste juist langer. Die kenmerken worden sterker bij oudere dieren, een effect dat zich bij Pterodactylus niet voordoet. Bij de derde teen is het voorlaatste kootje duidelijk langer dan het eerste terwijl ze bij Pterodactylus even lang zijn, wat Smyth & Unwin zien als een van eenvoudigste manieren om exemplaren van de soorten uit elkaar te houden. Een ander verschil is dat de middenvoetsbeenderen bij Pterodactylus meer gespreid zijn, wellicht om zwemvliezen te ondersteunen. Bij Diopecephalus zijn ze bovenaan nauwer aaneengesloten doordat de buitenranden hol naar buiten gekromd zijn.

## Fylogenie
Bij fylogenetische analyses is het een probleem gebleken dat verschillende onderzoekers ook een verschillende selectie maakten van welke specimina ze aan P. kochi of P. antiquus toewezen. Zoals Smyth & Unwin beklemtoonden, kan dat leiden tot geheel verschillende uitkomsten. Ze dachten dat de twee soms als zustersoorten uitvielen doordat eigenschappen van P. antiquus-exemplaren als kenmerken van P. kochi aangemerkt werden.
Al in 1986 kwam Stafford Howse in een van de eerste moderne fylogenetische analyses tot de conclusie dat P. kochi zeer basaal in de Pterodactyloidea staat maar P. antiquus veel afgeleider. Vidovic & Martill zagen dat andersom maar Smyth & Unwin keerden weer terug tot die topologie: Diopecephalus was de meest basale van de Pterodactyloidea en Pterodactylus stond basaal in de Euctenochasmia waarbij Unwin moest toegeven dat zijn eigen definitie van die laatste klade, met P. kochi als verankerende soort, in deze context uitgesproken onpraktisch was.
Unwin wees erop dat er aanwijzingen zijn dat Diopecephalus toch meer afgeleid staat. De voorrand van de fenestra nasoantorbitalis wordt begrensd door een dunne plaat van het bovenkaaksbeen, net als bij Pterodactylus antiquus en andere Euctenochasmatia. Met de Germanodactylidae wordt een robuust gebit gedeeld, vooral in het voorste bovenkaakbeen en tegenover gelegen delen van de onderkaak. Ook lijken de algemene proporties van de ledematen van D. kochi toch sterk op die van P. antiquus en Altmuehlopterus rhamphastinus. Al die taxa delen een basale bouw van de voet met langwerpige voorlaatste teenkootjes, afwijkend van alle andere Pterodactyloidea van de Weißjura.
Volgens Smyth & Unwin was het veel voorkomende vergissing te denken dat Lagerstätten zoals de Solnhofen belangrijke fasen in de pterosauriërevolutie vastlegden. Het was immers puur toeval dat soms de fossiliseringsomstandigheden zeer gunstig waren. De basale plaatsing Diopecephalus in de Pterodactyloidea mocht daarom niet gezien worden als een argument voor een geringe ouderdom van die groep. De Pterodactyloidea moesten zich veel eerder ontwikkeld hebben, hoogstwaarschijnlijk al in de vroege Jura.

## Levenswijze
Smyth & Unwin meenden dat de morfologische verschillen tussen Diopecephalus en Pterodactylus ook een onderscheid tussen hun ecologische niches moesten weerspiegelen. Specimen BMMS 7 van Pterodactylus heeft een schedellengte van achttien centimeter, bijna tweemaal langer dan de tien centimeter maximaal die van Diopecephalus bekend is. Het is echter de vraag of daar veel uit af te leiden valt, want de Plattenkalk bewaart vooral kleine dieren en het is zeer wel mogelijk dat nog geen enkel volgroeid individu van beide taxa gevonden is.
De slanke tanden van Pterodactylus passen bij de dunne pincetvormige snuit en contrasteren met de robuuste tanden en hogere snuit bij Diopecephalus. De dunne snuit wordt bewogen door een lange mobiele nek. Evenzo zijn de voeten meer lichtgebouwd. Pterodactylus maakt een veel groter deel uit van de gevonden exemplaren. Omdat ze groter zijn, kan dit niet verklaard worden door een tafonomische selectie.